# 中華民國政治
中華民國政治是指於1912年創建中華民國，期間在大陸時期經歷了南京臨時政府、北洋政府和國民政府，並在行憲後於1948年正式改組成中華民國政府，1949年政府遷至臺灣動員戡亂與戒嚴，後在90年代開始臺灣民主化以及運作至今的政治。

## 國體、政體與憲法
根據《中華民國憲法》中華民國基於三民主義，國體為共和國體，政體為民主政體。中華民國實質民主化則是在1980至1990年代進行。根據政體資料集截至2010年的資料，自政黨合法化且在90年代起的競爭性選舉，對行政權力提供了許多有效的制約，因此從那時開始被分類為民主政體。
《中華民國憲法》是中華民國的根本法律，於1946年時中國國民黨主政之國民政府還在中国大陆時起草，也是針對全中國而設計的。在1947年12月25日正式生效。1949年中華民國政府遷到台灣時，沿用了整套原來在南京制定的中央政府機制。直到1990年代開始對憲法的進行重大修正，在憲法中增修加入了很多專門針對台灣所設計的條款。
在1991年以前，中華民國政府一直沒有公開放棄收復整個中國大陸的努力。1991年李登輝總統在非官方場合已經放棄了對中國大陆主權的宣示，認為中國共產黨控制整個中國大陸是不爭的事實。然而整個政府結構依然存在，憲法上也沒有正式放棄對中國大陆的主權，因為這樣做有可能引起有關兩國論及台灣獨立問題的爭議。
國民大會是1947年在中國大陆選舉產生的，而國大代表具有選舉總統的職權。在1949年政府遷到台灣後繼續運作，但是由於已經不可能在中國大陆舉行換屆選舉，1947－1948年間選舉產生的國大代表在1954年原任期屆滿後採「無限期留任」（俗稱萬年國代）。直到1990年6月大法官會議決定，在國民大會、立法院以及其他政府機構內所有的無限期留任代表必須從1991年12月31日起退休，始結束長達44年的任期。
第二屆國民大會在1991年選舉產生，共有325名國大代表。大部分代表是直接民選產生，100人則是根據政黨得票率按比例分配。這屆國大在1994年修改了憲法，通過修憲案允許總統直接民選，為1996年3月首次舉行的正副總統直選鋪路。同時選出的第三屆國民大會依然擁有修憲、彈劾總統、副總統等權力。
2000年4月，國大代表投票決定，這屆國大結束後不再舉行選舉，國大僅在需要時才會選舉並重新開會。修憲後國大的大部分職責已經轉交立法院，其中也包括了彈劾總統的權力。2004年立法院通過修憲提案將國民大會實際廢除，此提案經2005年任務型國民大會決議通過後，國民大會走入歷史。
2018年7月1日，臺灣省政府機關預算歸零、所有員額與業務由中央相關部會承接，行政院不再派任臺灣省政府主席，實質上已廢止，但因未修改憲法條文，故名義上依然存在。
福建省政府亦機關預算歸零，所有員額與業務移撥予2017年1月18日成立的行政院金馬聯合服務中心接手執行。由於省政府是憲政機關，非修憲不得廢除，因此福建省政府名銜仍存在。自2019年1月1日起實質上裁撤，行政院不再派任福建省政府主席不再編列員額與預算，僅依法留下省政府名稱及省主席職位。
中華民國雖然定位為民主共和國，但歷史上也曾出現幾位獨裁者。依據《现代独裁者百科全书：从拿破仑到现在》，独裁者的判斷原則為：第一、統治者在追求和行使權力時，將正常政府程序棄而不顧。第二、統治者使用法律以外手段來達成目的且/或延長其任期。該書收錄的中華民國独裁者名單為：
- 袁世凯：透過延長任期 [13]:325
- 蔣中正：透過延長任期 [13]:56
- 蔣經國[13]:57

## 中央政府制度
中華民國憲法依照五權分立的精神，規定國家設有五大權力機關，即行政院、立法院、司法院、考試院、監察院，分別行使行政、立法、司法、考試、監察等五權，合稱國家最高機關，或稱憲法機關。此外，總統亦被認為是憲法機關之一，承擔國家元首之職責，並設有副總統為其副職，及總統府為幕僚機關。
總統、副總統
- 總統、副總統任期4年，只可以連任一次。
- 總統為國家元首，對內向全國國民負責，對外代表國家，身兼三軍統帥，統率全國陸海空軍，依法公布法律、發布命令、宣布戒嚴、任免文武官員、授與榮典、行使大赦、特赦、減刑及復權之權，以及行使締結條約及宣戰、媾和之權。
- 總統依據憲法行使職權，設總統府及國家安全會議，各置秘書長1人、副秘書長2人，另有資政、國策顧問及戰略顧問，對國家大計及戰略、國防、外交、兩岸關係及國家重大變故之國安相關事項，向總統提供意見，並備諮詢。
- 總統實際掌握所有行政權，並向全國人民負責。
- 副總統為備位元首，沒有政治實權，但總統可以賦予副總統部分職權。

行政院
- 為國家最高行政機關，置院長1人，由總統直接任命。
- 副院長1人，其部會首長及政務委員7到9人，均由院長提請總統任命，共同組成行政院會議，以院長為主席，議決重大施政方針。院長及其部會首長代替總統向立法院負責，行政院向立法院提出法律、預算、戒嚴、大赦、宣戰、媾和、條約等案。

立法院
- 為國家最高立法機關，由人民直接選舉之立法委員組成，代表人民行使立法權及監督權。
- 立法院得對行政院院長提出不信任案；對總統、副總統提彈劾和罷免案；修憲和領土變更案及對司法院、監察院、考試院及獨立機關首長和其他人員之任命行使同意權，並有議決法律案、預算案、戒嚴案、大赦案、宣戰案、媾和案、條約案及國家其他重要事項之職權。
- 立法院置院長、副院長各1人，由立法委員互選產生。
- 立法委員113人，任期4年，得連選連任。
- 有向行政院院長及各部會首長質詢之權，並可以決議或覆議行政院重要政策。

司法院
- 為國家最高司法機關，掌理解釋權、審判權、懲戒權、司法行政權。
- 司法院置大法官15人，並以其中1人為院長、1人為副院長，由總統提名，經立法院同意任命。
- 大法官組成憲法法庭解釋憲法及統一解釋法律、命令並審理總統、副總統之彈劾及政黨違憲之解散事項。
- 憲法規定法官須超出黨派以外，獨立審判並為終身職。司法院設各級法院、行政法院及懲戒法院。

考試院
- 為國家最高考試機關，置院長、副院長各1人，考試委員7到9人，均為特任，任期為4年，由總統提名，經立法院同意任命之。
- 考試委員須超出黨派以外，依法獨立行使職權。
- 考試院之職掌，依憲法增修條文第6條規定為：

1. 考試。
2. 公務人員之銓敘、保障、撫卹、退休。
3. 公務人員任免、考績、級俸、陞遷、褒獎之法制事項。

- 考試院下設考選部、銓敘部、保訓會。

監察院
- 為國家最高監察機關，行使彈劾、糾舉及審計權。
- 置監察委員29人，並以其中1人為院長，1人為副院長，任期6年，由總統提名，經立法院同意任命之。
- 監察委員須超出黨派以外，依據法律獨立行使職權。
- 監察院為行使審計權，設審計部，其首長為審計長，由總統提名，經立法院同意任命。
- 審計長應於行政院提出決算後3個月內，依法完成審核，並提出審核報告於立法院。
- 監察院為行使侵害人權或歧視事件之調查權，設國家人權委員會，院長是當然主任委員，而部分委員要經由總統提名，而受立法院同意任命。

### 中央政府領導人
- 總統府
  - 總統：賴清德（ 民主進步黨）
  - 副總統：蕭美琴（ 民主進步黨）
    - 秘書長：潘孟安（ 民主進步黨）
    - 副秘書長：何志偉（ 民主進步黨）、張惇涵（ 民主進步黨）
- 國家安全會議
  - 主席：賴清德（ 民主進步黨）
    - 秘書長：吳釗燮（ 民主進步黨）
    - 副秘書長：徐斯儉（無黨籍）、劉得金（無黨籍）、林飛帆（ 民主進步黨）

| 行政院 | 立法院 | 司法院                                                                                      | 考試院 | 監察院 |
| --- | --- | ------------------------------------------------------------------------------------------- | --- | --- |
| - 院長：卓榮泰（ 民主進步黨） - 副院長：鄭麗君（ 民主進步黨） - 秘書長：龔明鑫（無黨籍） - 政務副秘書長：王貴蓮（ 民主進步黨） - 常務副秘書長：李國興（無黨籍） | - 院長：韓國瑜（ 中國國民黨） - 副院長：江啟臣（ 中國國民黨） - 秘書長：周萬來（無黨籍） - 副秘書長：張裕榮（無黨籍） | - 院長：謝銘洋（無黨籍）（代理） - 副院長：出缺 - 秘書長：出缺 - 副秘書長：王梅英（無黨籍） | - 院長：周弘憲（ 民主進步黨） - 副院長：許舒翔（無黨籍） - 秘書長：劉建忻（ 民主進步黨） - 副秘書長：吳美紅（無黨籍） | - 院長：陳菊（無黨籍） - 副院長：李鴻鈞（無黨籍） - 秘書長：王增華（無黨籍）（代理） - 副秘書長：王增華（無黨籍） |

## 行政區域
- 自1949年12月起中華民國政府播遷臺灣地區，1955年大陳島撤退之後實際統治範圍包括臺灣島、澎湖列島、金門群島、烏坵、馬祖列島及北方三島、龜山島、蘭嶼、綠島、小琉球、東沙群島、南沙群島的太平島、中洲島等島嶼。
- 中華民國全國劃分為二省六直轄市；其中臺灣省劃分3市11縣，福建省劃分2縣。1998年精省後，省、直轄市政府的上級政府仍為行政院，縣(市)政府的上級政府從省政府改為以內政部為首的行政院各部會。
- 由商業周刊、393公民平台、台灣經濟研究院顧問黃崇哲等學者做的財政昏迷指數評比2001至2012台灣各縣市多項財政能力，如永續服務、決算預算支應、償債審核資料及現金償付等，發現部份縣市的財政存有不少問題[17]。

## 政黨
- 在2000年總統大選及隔年立委選舉後，台灣政壇出現了很多新的政黨。
- 這些政黨可以被大致分為以中國國民黨為主的“泛藍陣營”和以民主進步黨為主的“泛綠陣營”，泛藍主張反對台灣獨立、宣揚三民主義、強調中華文化傳承，而泛綠則主張台灣正名、台灣優先、台灣民族主義、華獨、台灣獨立、兩國論與一邊一國等。此外，還有中間勢力，主張維持現狀、台灣本土化、遵守中華民國憲政、反對意識形態，主張理性、務實、科學治國。台湾的政治體系還由於其差額選舉等制度而更加複雜化。
  - “泛藍陣營”中的“藍色”來自國民黨黨旗的主要顏色，主要包括的政黨有 中國國民黨、 無黨團結聯盟、 親民黨、 新黨、 勞動黨
  - “泛綠陣營”中的“綠色”來自民進黨黨旗的主要顏色，主要包括的政黨有 民主進步黨、 時代力量、 台灣團結聯盟、 台灣基進、社 社會民主黨、 台灣綠黨、 台澎國際法法理建國黨、小民參政歐巴桑聯盟。
  - “第三陣營”中的“白色”來自民眾黨官方色彩的主要顏色，用來號召中間勢力，主要包括的政黨有 臺灣民眾黨。
- 2017年11月，中華民國通過「政黨法」規範政黨成立、解散與財產管理，有關政黨的法規仍然由人民團體法作為法源依據。也由於人民團體法規範寬鬆，籌組政黨的手續僅需30人發起即可，造成許多泡沫政黨出現，使得政黨林立，目前約有370個政黨；另外政黨公平競爭的問題（國民黨黨產爭議）也未獲解決。不過，政黨在全國有效運作的，只有約15至20個。
- 2020年中華民國立法委員選舉，共有19個政黨參與不分區席次選舉，為歷來最多，再次創新高。

| 政黨         | 政黨領袖職稱 | 政黨領袖 | 意識形態                                                                                               | 創黨日期       |
| ------------ | ------------ | -------- | --- | -------------- |
| 中國國民黨   | 黨主席       | 朱立倫   | 中華民族主義、三民主義、自由意志主義、保守自由主義                                                     | 1894年11月24日 |
| 民主進步黨   | 黨主席       | 賴清德   | 台灣本土主義、反共主義、自由意志主義、自由保守主義、進步主義、共和主義                                 | 1986年9月28日  |
| 勞動黨       | 黨主席       | 吳榮元   | 中華民族主義、激進民主主義、自由意志社會主義、終極統一                                                 | 1989年3月29日  |
| 新黨         | 黨主席       | 吳成典   | 中華民族主義、新保守主義、終極統一                                                                     | 1993年8月10日  |
| 親民黨       | 黨主席       | 宋楚瑜   | 中華民族主義、三民主義、經濟自由主義、共和主義、保守主義                                               | 2000年3月31日  |
| 台灣團結聯盟 | 黨主席       | 周倪安   | 台獨主義、台灣本土主義、台灣民族主義、反共主義、經濟自由主義、社會保守主義、自由意志保守主義、共和主義 | 2001年8月12日  |
| 無黨團結聯盟 | 黨主席       | 林炳坤   | 中華民族主義、三民主義、經濟自由主義、共和主義、保守主義                                               | 2004年6月15日  |
| 時代力量     | 黨主席       | 王婉諭   | 激進民主主義、社會民主主義、公民民族主義、新自由主義、反共主義、多元主義、進步主義                     | 2015年1月25日  |
| 社會民主黨   | 召集人       | 徐雍     | 反共主義、社會民主主義、多元主義、進步主義、自由主義                                                   | 2015年3月29日  |
| 台灣基進     | 黨主席       | 王興煥   | 台獨主義、台灣本土主義、反共主義、進步主義、自由主義、共和主義                                         | 2016年5月15日  |
| 台灣民眾黨   | 黨主席       | 黃國昌   | 社會自由主義、公民民族主義、台灣本土主義、九六共識、五個互相、大帐篷（爭議）                           | 2019年8月6日   |

## 選舉

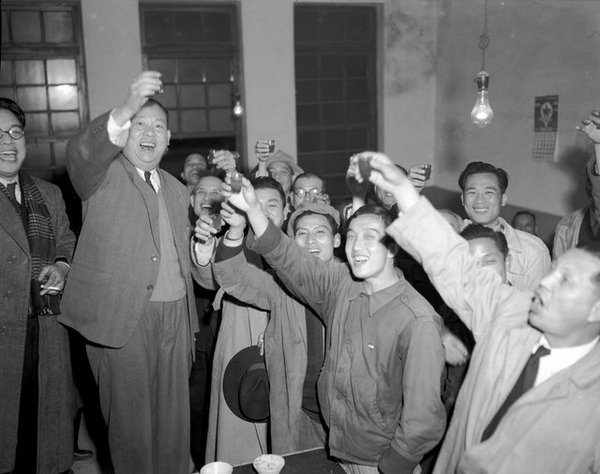
無黨籍台南人吳三連(左二)於1951年1月7日獲悉以65.5%高票當選台北市第一屆民選市長後在辦事處與支持者舉杯同歡。

- 1949年中華民國政府遷台，為了與中國共產黨對抗，繼續實施「動員戡亂時期臨時條款」，該條款擴大了總統的權力。另外，於同年實施的臺灣省戒嚴令也禁止任何個人或團體發佈同政府不同意見之言論，發佈與當權者不同的言論如支援黨外運動、支援台獨或支援中共及親中共都會招致被捕。

- 1987年，時任總統蔣經國宣佈解嚴開放黨禁報禁，這個變化是1980年代開始的自由化趨勢的結果。1988年1月13日蔣經國去世後，副總統李登輝順利繼任，並在1990總統大選由國民大會選舉連任六年，這也是國民大會所選出的最後一屆總統選舉。1996年總統大選後，國民黨的李登輝與連戰成為首任民選總統、副總統。2000年總統大選，民進黨的陳水扁與呂秀蓮當選為總統、副總統，是為首次政黨輪替，陳呂兩人並於2004年總統大選連任，2008年總統大選則由國民黨的馬英九與蕭萬長當選為中華民國第12任總統副總統，是為二次政黨輪替。2012年總統大選時馬改和時任行政院長吳敦義搭檔競選連任，最後連任成功。2016年總統大選，民進黨的蔡英文及無黨籍的陳建仁當選為中華民國第14任總統副總統，是為三次政黨輪替。2020年總統大選，民進黨的蔡英文及賴清德當選總統和副總統，蔡英文成功連任，蔡賴兩人成為中華民國史上得票最高的正副總統。2024年總統大選，民進黨的賴清德及蕭美琴當選為中華民國第16任總統副總統，打破政黨輪替魔咒。

- 1994年國民大會通過修憲允許總統直選之後，立法院也在同一年通過省縣自治法與直轄市自治法，允許台灣省長以及直轄市長直選（福建省主席仍然維持官派）。在1994年中華民國省市長暨省市議員選舉舉行的台北市、高雄市兩市市長直選中，國民黨的吳敦義贏得了高雄市長選舉，而民進黨的陳水扁贏得了台北市長選舉。1998年中華民國直轄市市長暨市議員選舉，國民黨的馬英九在台北市反挫民進黨的陳水扁，藍營收回台北市長席次，但在高雄市，民進黨的謝長廷卻擊敗了國民黨的吳敦義，兩黨依然繼續分庭抗禮。

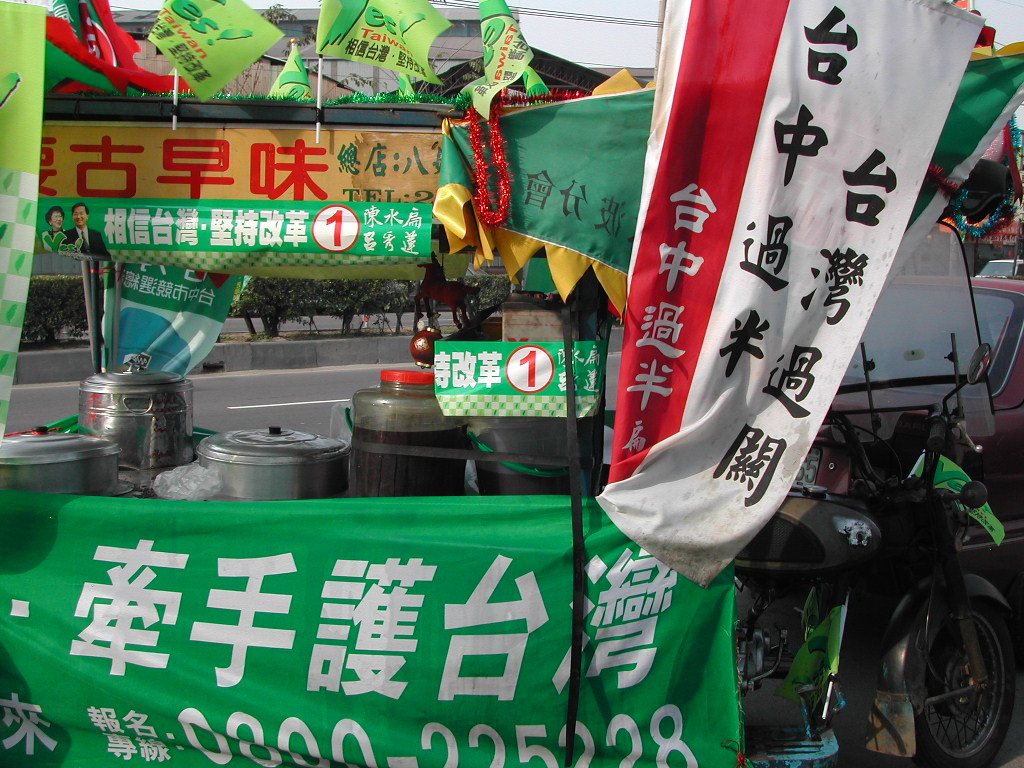
台灣的選舉文化：2004年中華民國總統大選的時候，連流動攤販的販賣車上都貼有和競選相關的標誌。

- 1998年，政府為了解決中央與省縣行政區的過度重疊而通過了省虛級化（精省）的方案，政府宣稱這個舉措是為了提高行政效率，民選的台灣省長在1998年底被撤銷，改為官派的省主席，一般認為是時任總統李登輝為了避免與時任台灣省長宋楚瑜產生葉爾欽效應才實施的。而在1997年中華民國縣市長選舉中，綠營取得了23個縣市中12個縣的縣長職務，而藍營只取得了8個縣。這是綠營第一次在地方選舉中力挫藍營。在2001年中華民國縣市長選舉中，綠營一舉奪下大肚溪以南除雲林縣、嘉義市外的所有縣市長席位，但在濁水溪以北僅力保台北縣及宜蘭縣連任成功，藍營則從綠營手中奪回桃園縣、基隆市、新竹縣、新竹市、台中縣、原台中市的縣市長寶座。2005年中華民國地方公職人員選舉，藍營從綠營手上奪得綠營長期執政的台北縣、宜蘭縣及嘉義市。2009年中華民國地方公職人員選舉中，民進黨奪回宜蘭縣，國民黨雖奪回外島金門縣和連江縣，但失去長期執政的花蓮縣。

- 2010年中華民國直轄市長暨市議員選舉首次五都選舉，執政的藍營守住了北中三都﹝台北市、新北市和台中市﹞。在野民進黨也保住了南二都﹝台南市和高雄市﹞。

- 2014年九合一選舉於該年11月29日舉行。本屆選舉由中華民國自由地區之直轄市（6都）選出新一屆的直轄市長、直轄市議員及里長，另加首屆山地原住民區長及區民代表。並由台灣省（11縣3市）及福建省（2縣）中，選出新一屆的縣市長、縣市議員、鄉鎮市長、鄉鎮市民代表及村里長。本屆選舉是台灣政治史上最大規模的地方選舉，國內地方執政版圖巨幅震盪，執政的藍營遭受到前所未有的嚴重挫敗，由選前4都11縣市萎縮至1都5縣，在野的綠營則由選前的2都4縣擴張為4都9縣市，台大醫院創傷醫學部主任、台大醫學院教授柯文哲與綠營共組「在野大聯盟」，內部民調領先獲得民進黨不提名禮讓，以無黨籍的身分擊敗國民黨榮譽主席連戰之子連勝文，當選台北市市長，國民黨失去長期執政的台北市。

- 2016年中華民國總統副總統及立法委員選舉，民進黨主席兼總統候選人蔡英文擊敗了時任國民黨主席兼總統候選人，新北市市長朱立倫及親民黨主席兼總統候選人宋楚瑜，當選中華民國第十四任總統。為第三次政黨輪替；立委選舉方面民進黨拿到68席，首次成為立法院最大黨，首次完成完全執政，國民黨無法保住過半席次只拿下35席，再度成為最大在野黨，時代力量拿下5席。

- 台灣媒體有所謂「北藍南綠」說法，意即以濁水溪為界以北泛藍支持者較多，以南則為泛綠。然而此說是很粗略的劃分，完全不能代表實況。事實上，台灣大多數區域藍綠支持度皆在伯仲之間，此現象造成台灣選舉格外激烈，甚至有「割喉戰」之說。參見「北藍南綠」。

- 2018年中華民國地方公職人員選舉中，執政的民進黨在此選舉中挫敗，國民黨大勝，許多原本由民進黨執政多年的縣市政黨輪替讓國民黨執政。另外，涉及立法委員蘇治芬等人的雲林縣麥寮鄉鄉長選舉爭議出現同額競選，但當選人蔡長昆僅以8068票，「無效選票」卻是1萬6083票，廢票是得票的兩倍，創下中華民國政治史紀錄。

- 2020年中華民國總統副總統及立法委員選舉，總統蔡英文以817萬張選票成為史上得票最多的總統並成功連任，擊敗了時任高雄市市長兼國民黨總統候選人韓國瑜及親民黨主席兼總統候選人宋楚瑜，當選中華民國第十五任總統。立委選舉方面民進黨拿到61席，再次成為立法院最大黨，國民黨拿下38席，繼續成為為最大在野黨，而台灣民眾黨拿下5席，時代力量拿下3席，台灣基進拿下1席。

- 2022年中華民國地方公職人員選舉中，執政的民進黨在此選舉中挫敗，國民黨大勝，國民黨收復原本由台灣民眾黨執政的首都台北市，也奪回原本由民進黨執政的桃園市和基隆市；共拿下14席。執政的民進黨保住執政的台南市、高雄市等南部縣市並奪回離島澎湖縣；只拿下5席。台灣民眾黨則首度拿下新竹市和金門縣。

### 選舉權及被選舉權
- 中華民國自由地區，年滿18歲以上之國民，未受監護宣告，並在該選舉區設籍滿半年者，均可行使創制、複決權。
- 中華民國自由地區，年滿20歲以上之國民，未受監護宣告，並在該選舉區設籍滿四個月或半年（總統、副總統選舉）者，均可行使選舉、罷免權。
- 年滿23歲以上，未受褫奪公權、輔助或監護宣告，並在該選舉區設籍滿四個月或半年（總統、副總統選舉）者，擁有被選舉權，依序如下：
- 年滿23歲以上，可參選民意代表（立法委員、直轄市議員、縣市議員、鄉鎮市民代表、直轄市山地原住民區代表）及村里長。
- 年滿26歲以上，可參選鄉（鎮、市、原住民區）長。
- 年滿30歲以上，可參選直轄市長、縣（市）長。
- 年滿40歲以上，可參選總統、副總統。

## 人權狀況

### 政治權利
| 中華民國憲法條文 | 依憲法制訂之法律 |
| --- | --- |
| 第八條 人民身體之自由應予保障，除現行犯外，有非經依法定程序不得任意逮捕拘禁之權利。                                                    | 刑事訴訟法（2023年6月21日修正） 軍事審判法（2019年4月3日修正） 提審法（2014年1月8日修正） 刑事補償法（2011年7月6日修正） |
| 第九條 人民除現役軍人外，不受軍事審判。                                                                                                | 軍事審判法（2019年4月3日修正） 戒嚴法（1949年1月14日修正） |
| 第十二條 人民有秘密通訊之自由。 | 通訊保障監察法（2018年5月23日修正） |
| 第十四條 人民有集會及結社之自由。 | 集會遊行法（2002年6月26日修正） 人民團體法（2002年12月11日修正） |
| 第十五條 人民之生存權、工作權及財產權，應予保障。                                                                                      | 強制執行法（2019年5月29日修正） 破產法（2019年6月13日修正） 社會救助法（2015年12月30日修正） 工會法（2022年11月30日修正） 就業服務法（2003年5月16日修正） 性別工作平等法（2008年11月26日修正） 勞動基準法（2018年1月10日修正） 民法（2021年1月20日修正） 中華民國刑法（2023年5月31日修正） |
| 第十六條 人民有請願、訴願及訴訟之權。                                                                                                  | 請願法（1969年12月18日修正） 訴願法（2000年6月14日修正） 刑事訴訟法（2004年6月23日修正） 民事訴訟法（2003年6月25日修正） 行政訴訟法（2014年6月18日修正） |
| 第十七條 人民有選舉、罷免、創制及複決之權。                                                                                            | 公民投票法（2019年6月18日修正） 公職人員選舉罷免法（2016年11月30日修正） |
| 第十八條 人民有應考試服公職之權。 | 公務人員考試法（2021年4月28日修正） 公務人員任用法（2005年11月30日修正） |
| 第二十四條 凡公務員違法侵害人民之自由或權利者，除依法律受懲戒外，應負刑事及民事責任。 被害人民就其所受損害，並得依法律向國家請求賠償。 | 公務員懲戒法（2020年6月10日修正） 民法（2021年1月20日修正） 中華民國刑法（2023年5月31日修正） 行政訴訟法（2022年6月22日修正） 刑事補償法（2011年7月6日修正） 國家賠償法（2019年12月18日修正）                                                                                              |

| 中華民國憲法增修條文 | 依憲法增修條文制訂之法律                                    |
| --- | ----------------------------------------------------------- |
| 第一條 中華民國自由地區選舉人於立法院提出憲法修正案、領土變更案，經公告半年， 應於三個月內投票複決，不適用憲法第四條、第一百七十四條之規定。 第十二條 憲法之修正門檻及程序。 | 公民投票法（2019年6月18日修正）                             |
| 第二條 總統、副總統由中華民國自由地區全體人民直接選舉之。 | 總統副總統選舉罷免法（2023年6月9日修正；1995年7月20日制定） |
| 第十條第十一項 國家肯定多元文化，並積極維護發展原住民族語言及文化。 | 原住民族語言發展法（2017年6月14日制定）                     |

### 新聞自由
- 自1987年解嚴以來，台灣的新聞媒體已由原先國民黨的傳聲筒，演變成能對時政自由批評的「第四權」。

- 現今大眾認為，由於新聞的八卦化，使得新聞逐漸失去專業與道德；而由於媒體本身有強烈的立場，台灣的新聞很少能做出公正客觀的論述，特別是對於政治方面，同時也有人譴責台灣媒體破壞人權（參見台灣媒體爭議）。

#### 新聞自由相關事件
- 2005年8月，中華民國行政院新聞局對有線電視業者進行換發執照審查，結果有七家電視台因未通過審查而被撤照關台，其中包括一家新聞台「東森新聞S台」。此舉立即引起軒然大波：部分媒體人士認為這是政府抑制新聞自由的行為；另一部分則認為新聞台早已需要整頓，政府本應有所作為。同年10月，新聞局對另一家電視台TVBS展開公司資產結構合法性的調查，該調查結果將會涉及TVBS的存續；由於時間敏感（同一周TVBS的政論節目「2100全民開講」揭發政府高雄捷運外勞弊案的醜聞），媒體批評政府是有意要報復TVBS。

- 2020年11月18日，NCC召開換照審查，會中以7比0全數通過否決了中天新聞台換照，宣布不予換照。

- 不過，台灣媒體本身經常侵犯人權（詳見台灣媒體爭議），而許多媒體以新聞自由為藉口，合理化其破壞人權的行為。

### 新住民、中國大陸居民、港澳居民、國際移工權利
- 雖然在法律上，在台灣地區工作的外國人都屬於外籍勞工，但一般所稱的外勞指的乃是從事較低階工作、體力勞動、或幫傭的外勞，他們大多來自生活條件較差的東南亞等地，與一般印象中從事美語教學或者管理階層工作的外國人不同。

- 有些人認為，外勞目前在台灣的遭遇是官方法令限制、雇主與仲介業者的剝削、社會的歧視三者的混合。官方法令的限制製造了雇主與仲介業者剝削外勞的溫床，而本地人在失業率偏高以及對外勞不瞭解的情況下，對其產生排擠的情緒。而這樣的情形必須透過修法保障更多外勞人權以及整個社會的教育來解決。

- 有些人認為，近年台灣人民晚婚或不婚化現象嚴重，又受傳統觀念「不孝有三，無後為大」等等因素影響，未婚男性自國外尋找婚配對象亦成一社會現象。這些「台灣的媳婦」由出身國家的不同也被稱做「越南新娘」「印尼新娘」「大陆新娘」等等。她們與她們的第二代已成為構成台灣地區社會的族群之一，融入了台灣生活，被認為是『新台灣人』的一份子。她們對於台灣地區社會有很大的貢獻，但不可否認的有些外籍新娘確實因為家庭內暴力、夫方家庭的不諒解、語言隔閡、或是因教育程度不及台灣一般水準而受到歧視等等，在身體心理上遭受到了痛苦。